# Agelasta robinsoni
Agelasta robinsoni är en skalbaggsart som beskrevs av Charles Joseph Gahan 1906. Agelasta robinsoni ingår i släktet Agelasta och familjen långhorningar. Inga underarter finns listade i Catalogue of Life.